# Губаз Олексій Камугович
Олексій Камугович Губаз (1930, село Мугудзірхва, тепер Гудаутського району, Абхазія, Республіка Грузія — ?) — абхазький радянський діяч, залізничник, машиніст електровоза депо станції Сухумі Абхазької АРСР. Депутат Верховної ради СРСР 5-го скликання.

## Життєпис
Народився в селянській родині. У 1948 році закінчив Дуріпшську середню школу Гудаутського району Абхазької АРСР.
З 1948 року — бригадир рільничої бригади колгоспу «Мугудзірхва» Гудаутського району Абхазької АРСР. У 1949 році вступив до комсомолу.
У 1952 році закінчив трирічну школу машиністів тепловозів.
У 1952 році працював помічником машиніста тепловоза Саксаульського депо Чкаловської (Оренбурзької) залізниці.
У 1952—1955 роках служив у Радянській армії.
У 1955—1956 роках — слюсар-електрик, з квітня 1956 по 1957 рік — помічник машиніста електровоза депо станції Сухумі Абхазької АРСР.
У 1957 році закінчив курси машиністів електровозів у місті Тбілісі.
Член КПРС з 1957 року.
З 1957 року — машиніст електровоза локомотивного депо станції Сухумі Абхазької АРСР. Обирався секретарем комітету комсомолу локомотивного депо Сухумі.
З 1958 року — студент Державного політехнічного інституту імені Леніна в місті Тбілісі.
Подальша доля невідома.